# Chirk

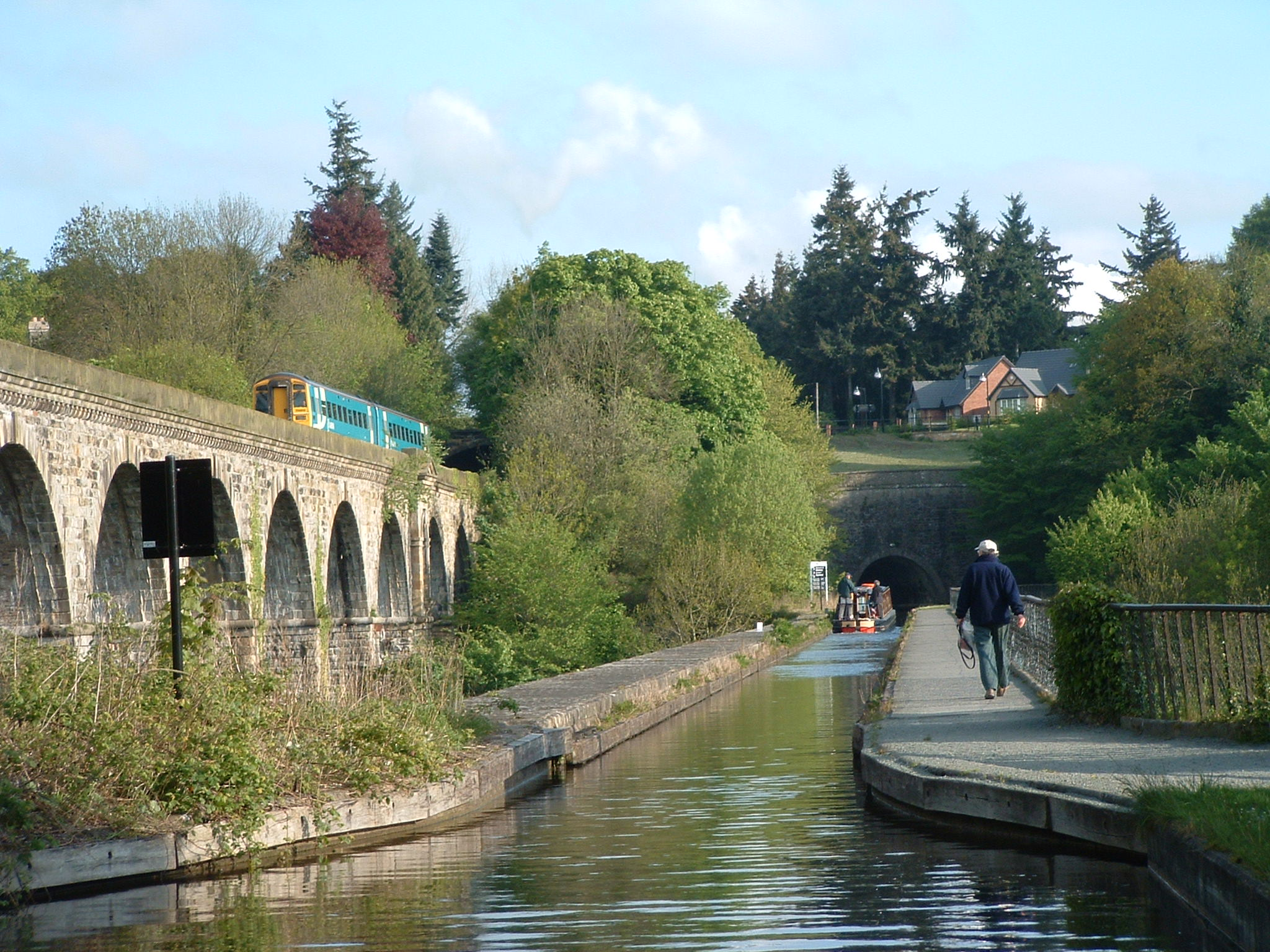
Chirk (Galles): l'acquedotto

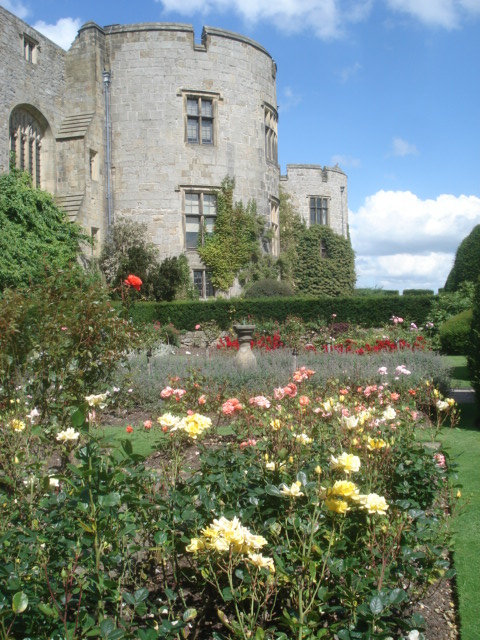
Chirk: il castello

Chirk (in gallese: Y Waun) è una cittadina del Galles nord-orientale, situata al "confine" con l'Inghilterra, lungo la confluenza dei fiumi Ceiriog e Dee, e facente parte del distretto unitario (county borough) di Wrexham (contea storica: Denbighshire; contea cerimoniale: Clwyd).

## Etimologia
Il toponimo Chirk è forse derivato dal termine inglese church, che significa "chiesa".

Il nome della città in gallese, Y Waun, significa invece "La brughiera".

## Geografia fisica

### Collocazione
Chirk si trova a pochi chilometri dal confine con la contea inglese del Shropshire e a pochi chilometri a sud delle cittadine di Llangollen e Ruabon. È inoltre situata a circa 18 km a sud-ovest di Wrexham e a circa 35 km a sud-ovest della città inglese di Chester.

## Edifici e luoghi d'interesse

### Il castello
Uno degli edifici più famosi di Chirk è il castello, costruito dai Normanni tra la fine del XIII secolo e il 1310.
|  |

### L'acquedotto
Un'altra famosa costruzione è l'Acquedotto di Chirk, edificato tra il 1796 e il 1801 su progetto di Thomas Telford e William Jessop.

### Altri edifici e luoghi d'interesse
- Chiesa di Santa Maria (Parish Church of St Mary), eretta probabilmente in epoca normanna e rinnovata nel XV secolo[8]

|  |